# Calanthe sieboldii
Calanthe sieboldii är en orkidéart som beskrevs av Joseph Decaisne och Eduard August von Regel. Calanthe sieboldii ingår i släktet Calanthe och familjen orkidéer. Inga underarter finns listade i Catalogue of Life.